# Anders Lagergren
Anders Lagergren, född 30 september 1802 i Hallsbergs församling, Örebro län, död 19 april 1867 i Norra Åsums församling, Kristianstads län, var en svensk präst.

## Biografi
Lagergren blev filosofie magister 1827, varefter han tjänstgjorde som lärare vid Nya Elementar i Stockholm 1828-1839 och som rektor vid Wallinska skolan 1834-1841. Han prästvigdes och blev hovpredikant 1838, kyrkoherde i Hölö 1840, och slutligen prost i Åsum 1859-1867. Lagergren var amatörviolinist och medlem av Harmoniska Sällskapet i Stockholm. Han invaldes som ledamot nummer 351 i Kungliga Musikaliska Akademien den 30 november 1857.